# Temmler Werke
Temmler Werke GmbH est une entreprise allemande fondée à Detmold en 1917 par Hermann Temmler. Le groupe Temmler est un groupe pharmaceutique qui se consacre à la production et la vente de médicaments. 
Temmler a produit de la méthamphétamine sous la marque de « Pervitin » entre 1938 et 1988, qui a été en particulier utilisée par les soldats allemands pendant la Seconde Guerre mondiale. La Pervitine a encore été vendue en pharmacie après la guerre, avant d'être classée comme produit stupéfiant. Elle est encore fabriquée illégalement en République tchèque dans des laboratoires à domicile.
En 2012, le groupe Aenova prend le contrôle de Temmler,, et avec ses sept sites de production devient un des principaux groupes pharmaceutiques européens.